# Sharks (gruppo musicale italiano)
Gli Sharks sono un gruppo musicale hard rock italiano fondato a Milano nel 1979.

## Storia del gruppo
Nel 1987 partecipano in Giappone al Festival Band Explosion,  rappresentando l'Italia insieme a Gianna Nannini, lei nella categoria "big" e loro nelle nuove proposte.
Nel 1988 vincono il concorso SIM Hi-Fi a Milano. Nello stesso anno esce il loro primo disco Notti di fuoco, che vede la stretta collaborazione di Enrico Ruggeri e prodotto dal suo chitarrista Luigi Schiavone.
Nel 1989 partecipano al festival di Sanremo con il brano Tentazioni, scritto insieme a Vasco Rossi. In quel periodo raggiungono la notorietà, partecipando in estate al Festivalbar con il brano Il mio rock 'n roll, di cui è stato realizzato un video clip.
Girano l'Italia con numerosi concerti, appaiono in diverse trasmissioni televisive e riviste, ed inoltre sono stati il gruppo spalla di Vasco Rossi, Deep Purple e Jethro Tull. Durante il 1989 sarebbe dovuto uscire il loro secondo album, ma per una serie di problemi non fu mai pubblicato, e sul finire del 1990 gli Sharks si sciolsero.
Dopo l'avventura degli Sharks i componenti hanno continuato a vivere nel mondo della musica. Il cantante Dario Fochi, dopo un'esperienza da solista nei primi anni '90, ha intrapreso l'attività di manager e gli altri hanno suonato con diversi nomi della musica italiana.

## Discografia
Album in studio
- 1988 - Notti di fuoco (CGD, 20808)

Singoli
- 1989 - Tentazioni/Questa donna (CGD, 10823)

## Formazione
- Dario Fochi - voce
- Francesco Di Foggia - basso, cori
- Fabrizio Palermo  - tastiere, cori
- Mauro Palermo - chitarra, cori
- Andrea Ge - batteria